# Léon-Charles Libonis
 (février 2022).
Si vous disposez d'ouvrages ou d'articles de référence ou si vous connaissez des sites web de qualité traitant du thème abordé ici, merci de compléter l'article en donnant les références utiles à sa vérifiabilité et en les liant à la section « Notes et références ».
 (février 2022).
La mise en forme du texte ne suit pas les recommandations de Wikipédia : il faut le « wikifier ».
Les points d'amélioration suivants sont les cas les plus fréquents. Le détail des points à revoir est peut-être précisé sur la page de discussion.
- Les titres sont pré-formatés par le logiciel. Ils ne sont ni en capitales, ni en gras.
- Le texte ne doit pas être écrit en capitales (les noms de famille non plus), ni en gras, ni en italique, ni en « petit »…
- Le gras n'est utilisé que pour surligner le titre de l'article dans l'introduction, une seule fois.
- L'italique est rarement utilisé : mots en langue étrangère, titres d'œuvres, noms de bateaux, etc.
- Les citations ne sont pas en italique mais en corps de texte normal. Elles sont entourées par des guillemets français : « et ».
- Les listes à puces sont à éviter, des paragraphes rédigés étant largement préférés. Les tableaux sont à réserver à la présentation de données structurées (résultats, etc.).
- Les appels de note de bas de page (petits chiffres en exposant, introduits par l'outil «  Source ») sont à placer entre la fin de phrase et le point final[comme ça].
- Les liens internes (vers d'autres articles de Wikipédia) sont à choisir avec parcimonie. Créez des liens vers des articles approfondissant le sujet. Les termes génériques sans rapport avec le sujet sont à éviter, ainsi que les répétitions de liens vers un même terme.
- Les liens externes sont à placer uniquement dans une section « Liens externes », à la fin de l'article. Ces liens sont à choisir avec parcimonie suivant les règles définies. Si un lien sert de source à l'article, son insertion dans le texte est à faire par les notes de bas de page.
- La présentation des références doit suivre les conventions bibliographiques. Il est recommandé d'utiliser les modèles {{Ouvrage}}, {{Chapitre}}, {{Article}}, {{Lien web}} et/ou {{Bibliographie}}. Le mode d'édition visuel peut mettre en forme automatiquement les références.
- Insérer une infobox (cadre d'informations à droite) n'est pas obligatoire pour parachever la mise en page.

Pour une aide détaillée, merci de consulter Aide:Wikification.
Si vous pensez que ces points ont été résolus, vous pouvez retirer ce bandeau et améliorer la mise en forme d'un autre article.
Léon-Charles Libonis est un dessinateur, artiste peintre, sculpteur et graveur français né le 16 janvier 1846 à Paris et mort le 30 juin 1901 à Paris.
À l'occasion de l'exposition universelle de Paris en 1889, il crée la toute première carte postale illustrée française. Celle qu'on appellera plus tard  La Libonis  représente la Tour Eiffel, elle est tirée à 300 000 exemplaires.

## Œuvres
Il est l'auteur de nombreux ouvrages comme :
- Le Style français enseigné par l'exemple, 1894, en 3 volumes comportant 300 gravures chacun[2]

- La Couleur dans la Nature et dans les Arts

- L'Ornement d'après les Maîtres, 1897, contenant 753 motifs de décoration

Il illustre de nombreux ouvrages comme :
- Les Monuments de Paris de A. de Chapeaux, illustré de 48 gravures de Léon-Charles Libonis[3]

- Histoire de la Musique, de Henri Lavoix fils[4]

Il meurt le 30 juin 1901 à Paris, 6 rue Lacroix, à l'âge de 55 ans.